# Hans Eder (Bischof)
Hans Eder (* 29. März 1890 in St. Georgen im Attergau; † 25. Februar 1944 in Wien) war in den Jahren 1937–1940 der achte Superintendent der evangelischen Superintendentur A. B. Oberösterreich, welche sich damals über die Bundesländer Oberösterreich, Salzburg und Tirol erstreckte. Ab 1938 war er Oberkirchenrat und seit 1940 der (nominell) erste evangelische Bischof der Evangelischen Kirche in Österreich, die diesen Namen auch im Dritten Reich (Ostmark) weiterverwendete.

## Leben
Hans Eder wurde im Jahr 1890 im Schlagerhaus zu Buch in St. Georgen im Attergau geboren. Das Gymnasium besuchte er in Gmunden. Er studierte in Wien, Erlangen und Leipzig. Zu Ostern 1915 kam er als Vikar nach Traun. In dieser Gegend gab es ein Lager mit 120.000 kriegsgefangenen Russen, unter ihnen über tausend evangelische Deutschrussen aus dem Baltikum und dem Wolgagebiet. Im Herbst 1915 trat er zur Pfarramtsprüfung an und wurde am dritten Adventsonntag von Superintendenten Friedrich Koch in der Heimatkirche in Attersee ordiniert.
Im Anschluss wurde er nach Innsbruck entsandt, in weiterer Folge wurde er als Feldkurat in die k.u.k. Armee übernommen. Hans Eder erlebte dort die Vernichtung der 106. Division durch Gasangriff auf die Frenzelaschlucht in den Dolomiten. Im Herbst 1918 kam er mit der Armee nach Nordfrankreich. Dort erkrankte er an Typhus und wurde ins Lazarett Wels verbracht.
Im Jahr 1917 wurde er zum evangelischen Pfarrer von Gosau gewählt, nach Ende des Ersten Weltkriegs konnte er das Amt antreten. Die Evangelische Pfarrgemeinde Gosau ist mit ihrer Gründung 1784 eine so genannte Toleranzgemeinde, die zeitlich auf das Toleranzpatent von 1781 des Kaisers Joseph II. zurückgeht. Während seiner Amtszeit in Gosau, wo die Mehrheit der Bevölkerung evangelisch ist, wurden das Brigittaheim (Altenheim), das Gästehaus Wehrenfennig und das Jugendheim erbaut.
Im Jahr 1924 legte er in Wien seine Doktorarbeit Kirche und Sozialdemokratie in Vergangenheit und Gegenwart vor. Von 1921 bis 1938 war er Schriftleiter des Evangelischen Volkskalenders. 1930 wurde er Senior des Oberlandes.

## Superintendent und Oberkirchenrat
1936 wurde Hans Eder zum Superintendenten der evangelischen Superintendentur A. B. Oberösterreich gewählt, die Amtseinführung erfolgte am 18. März 1937.
Nach dem Rücktritt des Oberkirchenrates in Wien im März 1938 wurde Hans Eder zu dessen geistlichem Mitglied („geistlicher Rat“) berufen. Am 23. Mai 1938 beantragte er die Aufnahme in die NSDAP, wurde aber abgelehnt. In seiner Dienstzeit war er auch mit der Veröffentlichung des Gesetzblattes für das Land Österreich vom 28. April 1939 hinsichtlich der Einführung des Kirchenbeitrags konfrontiert. Ein weiterer einschneidender Gesetzesakt war das Gesetz über die Rechtsstellung des evangelischen Oberkirchenrates vom 8. Mai 1939 (GBlÖ 562/1939). Das Gesetz verwandelte das bisherige staatliche Organ im Prinzip in eine Dienststelle der evangelischen Landeskirche und damit zu einer privaten Organisation.
Im Jahr 1940 übersiedelte er endgültig nach Wien. Das Superintendentenamt von Oberösterreich und die Pfarrstelle legte er nieder, sein Nachfolger als Superintendent wurde am 5. Jänner 1941 Wilhelm Mensing-Braun. Als Vikar für Gosau wurde Leopold Temmel entsandt.

## Erster evangelischer Bischof
Inoffiziell wurde der Bischofstitel zwar bereits vorher bei Johannes Heinzelmann zwischen 1934 und 1938 verwendet, hier aber eher mit der Bezeichnung „Notbischof“.
Die tatsächliche offizielle Änderung des Titels Oberkirchenrat (OKR) in Bischof erfolgte im Jahr 1940 durch Hans Eder. Dies geschah auf Grund einer am 27. August 1940 verkündeten neuen Ordnung des geistlichen Amtes, auch als „Pfarrgesetz 1940“ bekannt. Er war damit nominell der erste Bischof der evangelischen Kirche in Österreich. Die Kirche behielt ihren Namen mit Österreichbezug auch im Dritten Reich.
Bischof Hans Eder verstarb am 25. Februar 1944 in Wien. Seine Bestattung fand in Gosau statt. Im Bischofsamt bzw. in der Kirchenleitung folgte ihm ab Oktober 1944 Gerhard May. Der Bischofstitel war auch dann noch in der evangelischen Kirche umstritten und etablierte sich endgültig erst mit der Kirchenreform von 1949.

## Publikationen
- Kirche und Sozialdemokratie. Die-Aue-Verl., Wernigerode 1920 (Bibliographischer Nachweis).
- Das Würfelspiel auf dem Haushamerfelde am 15. Mai 1625. Sächs. Verlagsgesellschaft, Leipzig 1929 (Bibliographischer Nachweis).
- Von der Freundschaft. Paul Müller, München 1930 (Bibliographischer Nachweis).
- Das Hohelied der Liebe. Evangelischer Preßverband in Österreich, Wien 1955 (Bibliographischer Nachweis).